# Tolmerus atricapillus
Tolmerus atricapillus är en tvåvingeart som först beskrevs av Carl Fredrik Fallén 1814.  Tolmerus atricapillus ingår i släktet Tolmerus, och familjen rovflugor. Arten är reproducerande i Sverige.

## Bildgalleri

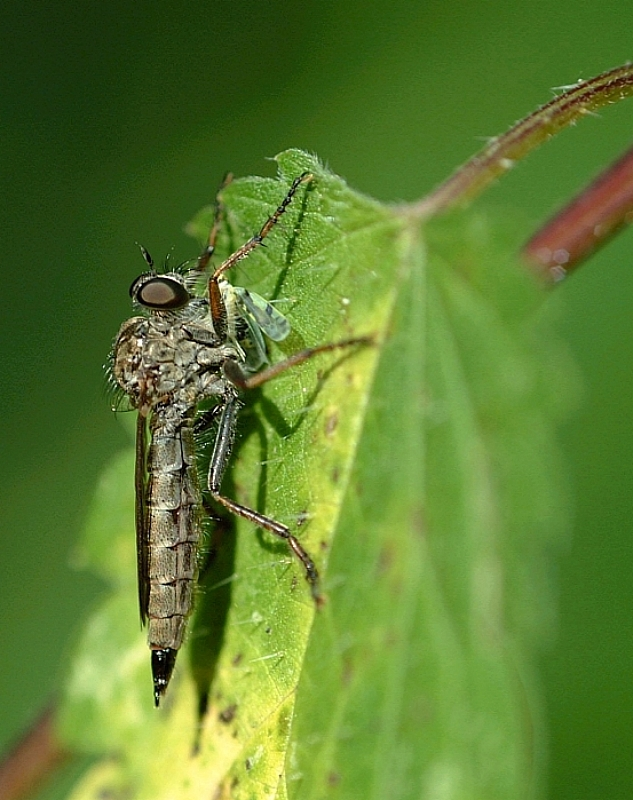
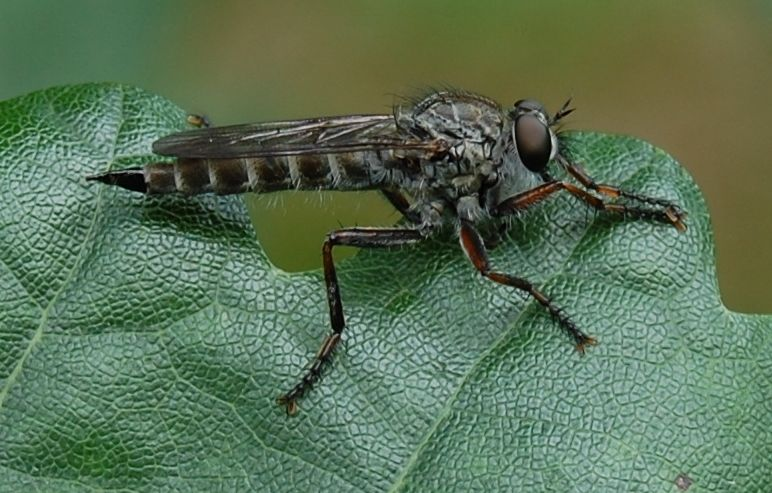
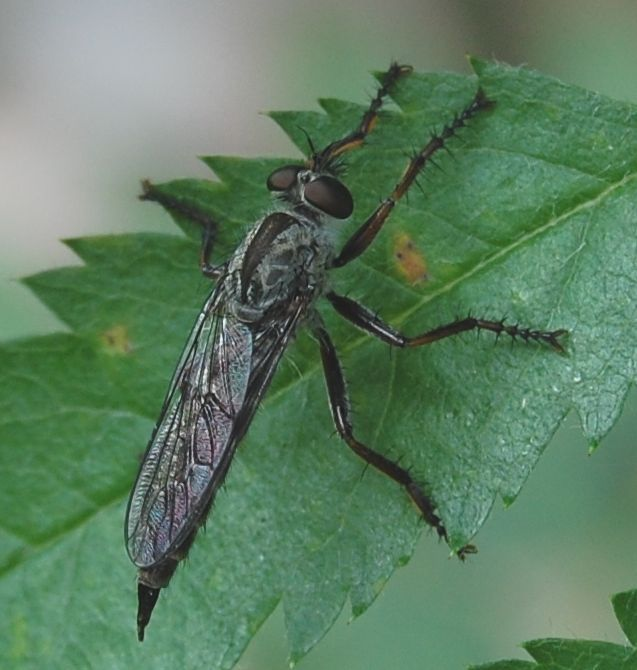
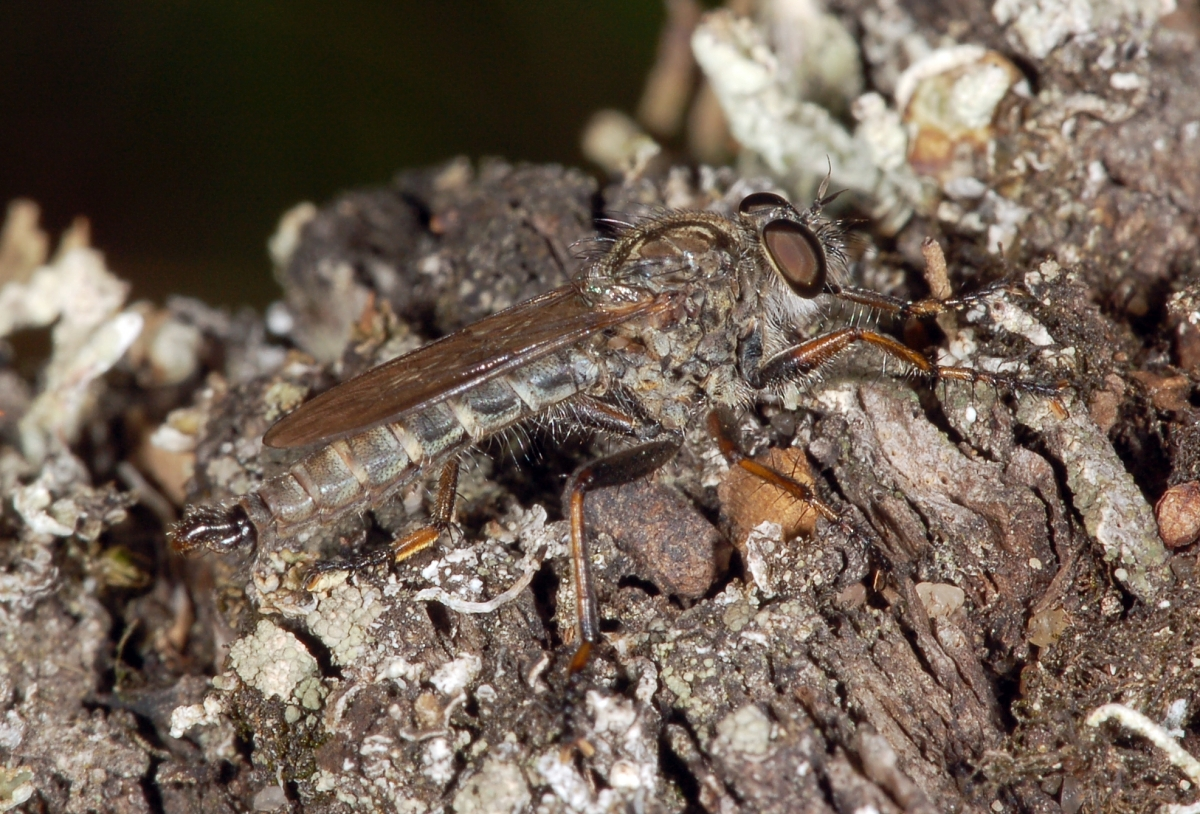
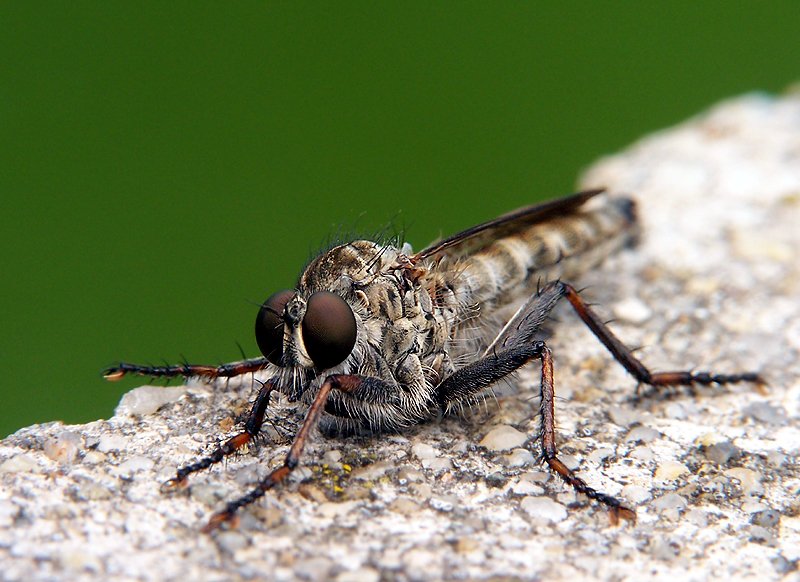
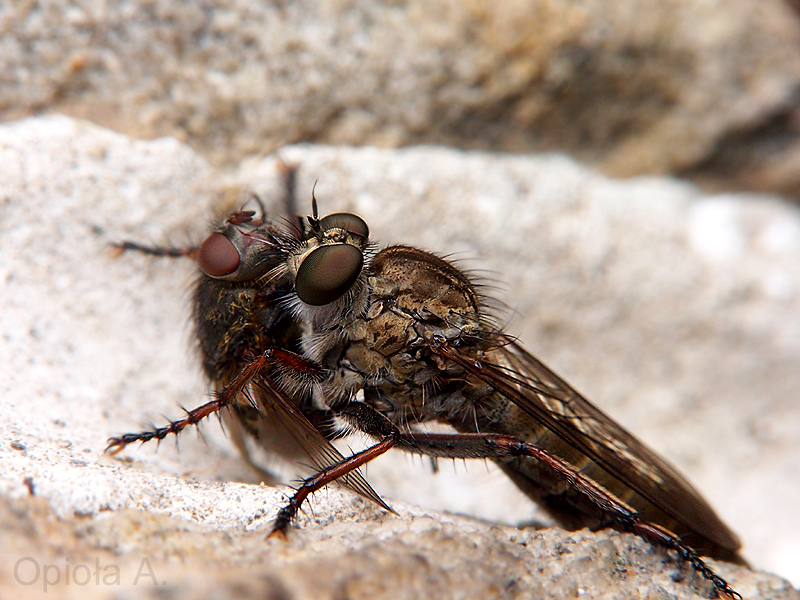